# Chanteloup-en-Brie
Chanteloup-en-Brie és un municipi francès, situat al departament del Sena i Marne i a la regió d'Illa de França. L'any 2007 tenia 1.862 habitants.
Forma part del cantó de Lagny-sur-Marne, del districte de Torcy i de la Comunitat d'aglomeració Marne i Gondoire.

## Demografia

### Població
El 2007 la població de fet de Chanteloup-en-Brie era de 1.862 persones. Hi havia 563 famílies, de les quals 72 eren unipersonals (24 homes vivint sols i 48 dones vivint soles), 88 parelles sense fills, 343 parelles amb fills i 60 famílies monoparentals amb fills.
La població ha evolucionat segons el següent gràfic:
Habitants censats

### Habitatges
El 2007 hi havia 585 habitatges, 566 eren l'habitatge principal de la família, 3 eren segones residències i 16 estaven desocupats. 501 eren cases i 83 eren apartaments. Dels 566 habitatges principals, 464 estaven ocupats pels seus propietaris, 96 estaven llogats i ocupats pels llogaters i 6 estaven cedits a títol gratuït; 8 tenien una cambra, 32 en tenien dues, 53 en tenien tres, 144 en tenien quatre i 329 en tenien cinc o més. 502 habitatges disposaven pel capbaix d'una plaça de pàrquing. A 223 habitatges hi havia un automòbil i a 309 n'hi havia dos o més.

### Piràmide de població
La piràmide de població per edats i sexe el 2009 era:
| Homes | Edats   | Dones |
| ----- | ------- | ----- |
| 0     | 95 o +  | 0     |
| 4     | 90 a 94 | 8     |
| 8     | 85 a 89 | 36    |
| 8     | 80 a 84 | 16    |
| 4     | 75 a 79 | 16    |
| 16    | 70 a 74 | 16    |
| 8     | 65 a 69 | 12    |
| 20    | 60 a 64 | 24    |
| 48    | 55 a 59 | 20    |
| 48    | 50 a 54 | 60    |
| 92    | 45 a 49 | 76    |
| 84    | 40 a 44 | 92    |
| 88    | 35 a 39 | 96    |
| 28    | 30 a 34 | 60    |
| 56    | 25 a 29 | 32    |
| 44    | 20 a 24 | 84    |
| 88    | 15 a 19 | 72    |
| 44    | 10 a 14 | 120   |
| 104   | 5 a 9   | 92    |
| 24    | 0 a 4   | 32    |

## Economia
El 2007 la població en edat de treballar era de 1.263 persones, 977 eren actives i 286 eren inactives. De les 977 persones actives 901 estaven ocupades (466 homes i 435 dones) i 76 estaven aturades (39 homes i 37 dones). De les 286 persones inactives 57 estaven jubilades, 173 estaven estudiant i 56 estaven classificades com a «altres inactius».

### Ingressos
El 2009 a Chanteloup-en-Brie hi havia 603 unitats fiscals que integraven 1.839,5 persones, la mediana anual d'ingressos fiscals per persona era de 24.738 €.

### Activitats econòmiques
Dels 106 establiments que hi havia el 2007, 1 era d'una empresa extractiva, 2 d'empreses alimentàries, 2 d'empreses de fabricació de material elèctric, 6 d'empreses de fabricació d'altres productes industrials, 14 d'empreses de construcció, 34 d'empreses de comerç i reparació d'automòbils, 4 d'empreses de transport, 4 d'empreses d'hostatgeria i restauració, 7 d'empreses d'informació i comunicació, 4 d'empreses financeres, 6 d'empreses immobiliàries, 10 d'empreses de serveis, 4 d'entitats de l'administració pública i 8 d'empreses classificades com a «altres activitats de serveis».
Dels 20 establiments de servei als particulars que hi havia el 2009, 1 era un taller de reparació d'automòbils i de material agrícola, 1 autoescola, 2 paletes, 2 fusteries, 6 lampisteries, 1 empresa de construcció, 2 perruqueries, 2 restaurants, 2 agències immobiliàries i 1 saló de bellesa.
Dels 19 establiments comercials que hi havia el 2009, 1 era una botiga de més de 120 m², 1 una botiga de menys de 120 m², 1 una peixateria, 5 botigues de roba, 3 botigues d'equipament de la llar, 2 sabateries, 2 botigues de material esportiu, 2 botigues de material de revestiment de parets i terra i 2 drogueries.

## Equipaments sanitaris i escolars
L'únic equipament sanitari que hi havia el 2009 era una farmàcia.
El 2009 hi havia 1 escola maternal i 1 escola elemental.

## Poblacions més properes
El següent diagrama mostra les poblacions més properes.